# Gomer Pyle
Gomer Pyle è un personaggio televisivo interpretato da Jim Nabors e presentato al pubblico per la prima volta nel 1962, a metà della terza stagione del The Andy Griffith Show.
Meccanico ingenuo e gentile, Gomer Pyle divenne un protagonista quando l'attore Howard McNear, che interpretava Floyd il Barbiere, dovette prendere una pausa dallo show per motivi di salute. In tutto, Nabors interpretò Pyle per 23 episodi all'interno dello show, dal 1962 al 1964. Quando, dopo due stagioni, McNear tornò al The Andy Griffith Show, lo stesso Griffith propose la creazione di uno show interamente dedicato al personaggio di Gomer Pyle, e così nel 1964 nacque il telefilm Gomer Pyle, U.S.M.C., che fu trasmesso fino al 1969.

## Il personaggio
In virtù della sua mente pura e incorrotta, Gomer è un meccanico ingenuo e dall'elevata moralità proveniente da Mayberry, una cittadina fittizia della Carolina del Nord. Da quanto appare nello show, egli è l'unico impiegato della Wally's Filling Station, una stazione di servizio dove, inizialmente, Gomer non solo lavora ma anche abita, dormendo nel retrobottega, poiché, come racconta un suo amico, sta risparmiando per andare all'università, volendo un giorno diventare un medico. Caratterizzato dall'avere quasi sempre occhi e mandibola spalancati, Gomer Pyle indossa solitamente l'uniforme della stazione di servizio e un cappellino da baseball, ed ha sempre un fazzoletto che gli penzola dalla tasca posteriore dei pantaloni. Inizialmente Gomer ha dimostrato di non avere una grande conoscenza della meccanica automobilistica, ad esempio, nell'episodio The Great Filling Station Robbery, ammette di aver sempre pensato che il carburatore fosse un ornamento da cofano, e sempre nello stesso episodio dice che tutto quello che sa fare è riempire automobili di gas, benzina, acqua e aria. Tuttavia, con il passare del tempo e nel corso di altri episodi, Gomer dimostra di aver imparato il mestiere di meccanico e di essere in grado di diagnosticare problemi meccanici e anche, come mostrato in Barney's First Car, di far funzionare il carro attrezzi in forza alla stazione di servizio.
Come suo cugino Goober, anche Gomer suscita sempre momenti di ilarità nel pubblico quando, sbalordito dalle cose più semplici, esclama i suoi slogan più famosi, ossia "Shazam!", "Golly", "Sur-Prize, Sur-Prize, sur-award!" e "shame, shame, shame!", a seconda dei casi.
Molto amico dello sceriffo Andy Taylor, in alcuni episodi Gomer si presta anche ad aiutare il vice-sceriffo Barney Fife nella soluzione di qualche caso, ma, sebbene egli sia sempre ligio al dovere, spesso la sua inettitudine fa sì che egli sia più d'intralcio che d'aiuto. Ciò nonostante, agli occhi dei suoi amici, specialmente dello sceriffo, i suoi difetti sono sempre più che ampiamente compensati dal suo spirito gentile e generoso.
Nell'ultimo episodio della quarta stagione del The Andy Griffith Show, Gomer dice ad Andy di essersi arruolato nei Marine, essendosi reso conto che alla fine sarebbe stato comunque chiamato a prestare servizio militare.
Nasce così lo spin-off Gomer Pyle, U.S.M.C., in cui le origini contadine di Gomer vengono rese ancora più evidenti, in modo da far sì che la sua natura un po' arretrata funga da sostegno alla comicità dello show, facendo di Gomer l'antagonista comico del rigoroso istruttore militare, il sergente di artiglieria Vince Carter, interpretato da Frank Sutton. Come nelle precedenti, anche in questa serie sono presenti diversi episodi che mostrano l'abilità di Gomer come cantante baritono.
Sebbene all'inizio della serie il sergente Carter venga mostrato come estremamente insofferente all'ottusità di Pyle, sognando tutti i modi per potersene liberare, nel corso degli episodi l'istruttore inizierà a tollerare la recluta, arrivando perfino a rispettarlo. Con il tempo, sebbene rimanendo sempre fuori dagli schemi, Gomer Pyle diventa così un buon Marine, anche se non c'è nemmeno un episodio in cui riesca a non far quantomeno innervosire Carter. Nell'episodio finale, dopo aver realizzato di non essere altro che una costante fonte di ansia per il sergente Carter, Gomer chiede di essere trasferito. Carter però, sebbene sia inizialmente soddisfatto della richiesta, alla fine fa in modo che il trasferimento di Gomer sia rifiutato e l'episodio termina con Carter che insiste per stringere la mano a Gomer, senza sapere che la mano di quest'ultimo è ricoperta di gommalacca.
Sia il The Andy Griffith Show che Gomer Pyle, U.S.M.C. terminarono alla fine del anni 1960 e, poiché Jim Nabors ricevette la conduzione di uno spettacolo di varietà della CBS per due stagioni, il personaggio fu accantonato e l'idea di farlo comparire nella serie Mayberry R.F.D., sequel del The Andy Griffith Show non si concretizzò mai. Gomer Pyle tornò sugli schermi solo 1986, quando, assieme alla maggior parte del cast originale del The Andy Griffith Show, prese parte al film per la televisione Return to Mayberry. Nel film, Gomer e Goober Pyle gestiscono una stazione di servizio con annessa officina chiamata "G & G Garage", il che implica che la carriera militare di Gomer a un certo punto sia finita.

## Apparizioni nelThe Andy Griffith Show
Quella che segue è una lista degli episodi del The Andy Griffith Show in cui compare Gomer Pyle prima che questo diventasse protagonista della propria serie:

### Stagione 3
- Episodio 13: "The Bank Job"
- Episodio 16: "Man in a Hurry"
- Episodio 17: "High Noon in Mayberry"
- Episodio 22: "The Great Filling Station Robbery"
- Episodio 27: "Barney's First Car"
- Episodio 32: "The Big House"

### Stagione 4
- Episodio 2: "The Haunted House"
- Episodio 4: "The Sermon for Today"
- Episodio 6: "Gomer the House Guest"
- Episodio 7: "A Black Day for Mayberry"
- Episodio 9: "A Date for Gomer"
- Episodio 11: "Citizen's Arrest"
- Episodio 13: "Barney and the Cave Rescue"
- Episodio 20: "The Song Festers"*
- Episodio 22: "Andy's Vacation"
- Episodio 23: "Andy Saves Gomer"
- Episodio 24: "Bargain Day"
- Episodio 26: "A Deal is a Deal"
- Episodio 27: "Fun Girls"
- Episodio 29: "The Rumor"
- Episodio 30: "Barney and Thelma Lou, Phfftt"
- Episodio 31: "Back to Nature"
- Episodio 32: "Gomer Pyle, U.S.M.C."

## Nella cultura di massa
- Nella versione in lingua inglese del film Full Metal Jacket di Stanley Kubrick, il soprannome "Gomer Pyle" viene dato in tono dispregiativo al soldato Leonard Lawrence (interpretato da Vincent D'Onofrio e soprannominato "Palla di lardo" nella versione italiana) dal sergente istruttore Hartman (interpretato da R. Lee Ermey) durante il periodo di addestramento.[2]
- L'espressione "Gomer Pyle" è entrata nel gergo utilizzato nel corpo dei Marine per indicare una recluta inetta o che ha bisogno di continui addestramenti supplementari.[3]
- Nel gergo dell'aeronautica militare statunitense, ci si riferisce agli avversari in un combattimento aereo che non sono ancora stati identificati con la parola "gomers", mentre quando si sa che essi sono ostili vengono chiamati "bandits".[4]
- Nell'episodio di Futurama intitolato "Il nonno di se stesso", Fry incontra un personaggio che pensa essere suo nonno, le cui caratteristiche sono basate sul personaggio di Gomer Pyle.
- Nell'album The Wall dei Pink Floyd, nella traccia numero 16, intitolata "Nobody Home", si può sentire sullo sfondo il rumore di una televisione e, al minuto 3:00, si sente la voce di Gomer Pyle che esclama "Surprise, surprise, surprise!".
- Nel film Forrest Gump del 1994, in una scena in cui il protagonista si sta allenando a ping pong dopo essere stato ferito in Vietnam, si può sentire sullo sfondo il rumore di una televisione e si sente anche in questo caso la voce di Gomer Pyle che esclama "Surprise, surprise, surprise!".
- Nell'episodio de I Simpson intitolato Monty non può comprare amore, Mr Burns si riferisce alla voce di Gomer Pyle definendola come l'"ottava meraviglia del mondo".